# Stade Olympique de Sousse
Stade Olympique de Sousse (Arabisch: الملعب الأولمبي بسوسة) is een voetbalstadion in Sousse. Het stadion wordt vooral gebruikt voor de thuiswedstrijden van de Tunesische voetbalclubs Stade Soussien en Étoile Sportive du Sahel. Het stadion werd officieel opgeleverd in september 1973 met een stadioncapaciteit van 15.000 plaatsen. Tegenwoordig zijn er na diverse verbouwingen weer 10.000 plaatsen bij gekomen, in totaal zijn er nu precies 50.000 plaatsen na de uitbreiding.
Het Stade Olympique de Sousse wordt gebruikt voor grote manifestaties. In 1977 werden er 6 wedstrijden gespeeld voor het Wereldkampioenschap voetbal onder de 20 jaar. Tijdens het African Cup of Nations in 1994, georganiseerd door Tunesië, werden er zes poulewedstrijden en twee kwartfinalewedstrijden gespeeld. Tien jaar later, in 2004, organiseerde Tunesië wederom de African Cup of Nations. Tijdens dat toernooi werd het stadion gebruikt voor twee poulewedstrijden en een halve-finalewedstrijd. Daarnaast wordt het stadion gebruikt voor andere grote manifestaties, zoals de Middellandse Zeespelen 2001.

## Belangrijke evenementen
- Wereldkampioenschap onder de 20 jaar: 1977
- Arabische Beker der Bekerwinnaars: 1995
- Middellandse Zeespelen: 2001

### Afrika Cup
Het stadion werd twee keer gebruikt voor de Afrika Cup, in 1994 en 2004.
| 1  | 27 maart 1994    | Ivoorkust – Sierra Leone | 4 – 0 | Groep C      |  |  |  |
| 2  | 27 maart 1994    | Ghana – Guinee           | 1 – 0 | Groep D      |  |  |  |
| 3  | 29 maart 1994    | Zambia – Sierra Leone    | 0 – 0 | Groep C      |  |  |  |
| 4  | 29 maart 1994    | Senegal – Guinee         | 2 – 1 | Groep D      |  |  |  |
| 5  | 31 maart 1994    | Zambia – Ivoorkust       | 1 – 0 | Groep C      |  |  |  |
| 6  | 31 maart 1994    | Ghana – Senegal          | 1 – 0 | Groep D      |  |  |  |
| 7  | 2 april 1994     | Zambia – Senegal         | 1 – 0 | Kwartfinale  |  |  |  |
| 8  | 3 april 1994     | Ghana – Ivoorkust        | 1 – 2 | Kwartfinale  |  |  |  |
|    |                  |                          |       |              |  |  |  |
| 9  | 25 januari 2004  | Kameroen – Algerije      | 1 – 1 | Groep C      |  |  |  |
| 10 | 29 januari 2004  | Algerije – Egypte        | 2 – 1 | Groep C      |  |  |  |
| 11 | 3 februari 2004  | Algerije – Zimbabwe      | 1 – 2 | Groep C      |  |  |  |
| 12 | 4 februari 2004  | Marokko – Zuid-Afrika    | 1 – 1 | Groep D      |  |  |  |
| 13 | 11 februari 2004 | Marokko – Mali           | 4 – 0 | Halve finale |  |  |  |